# كيري بلاكينغر
كيري لين بلاكينغر (Keri Lynn Blakinger) (مواليد 15 يونيو 1984) صحفية ومؤلفة أمريكية. وتعمل مراسلة استقصائية لمشروع مارشال حيث تغطي موضوعات العدالة الجنائية.
عندما كانت طفلة، شاركت كمتزلج على الجليد على المستويين الإقليمي والوطني، في البداية في الفردي ثم في التزحلق الثنائي مع مارك لادويج. ومع ذلك، فقد عانت من الشره المرضي خلال مسابقاتها، وبعد انتهاء مسيرتها في التزلج، أصيبت بإدمان المخدرات في المدرسة الثانوية والكلية. استمرت معاناتها مع هذه المشكلة وغيرها أثناء التحاقها بجامعة روتجرز ولاحقًا بجامعة كورنيل قبل القبض عليها واعتقالها في ديسمبر من عام 2010 لحيازتها الهيروين.
بقبولها صفقة الإقرار بالذنب لمدة عامين ونصف في السجن، دفعتها التجربة إلى تغيير تركيزها إلى الصحافة ومحاولة تحسين نظام العقوبات في الولايات المتحدة من خلال تقاريرها. عملت في عدد من المؤسسات الإخبارية في أواخر عام 2010، بما في ذلك إيثاكا تايمز ونيويورك ديلي نيوز وهيوستن كرونيكل قبل الانضمام إلى مشروع مارشال في عام 2019. نتج عن عملها توجيه الاتهام لمرتكب الاغتصاب في السجن وإجراء عدد من الإصلاحات فيما يتعلق بمعاملة النساء والخيارات الجسدية والغذائية المقدمة للسجناء.
نشرت مذكراتها في كتاب بعنوان «تصحيحات بالحبر» في عام 2022 ووصفت الأحداث الرئيسية في حياتها، بما في ذلك آثار العنصرية التي لاحظتها أثناء وجودها في نظام السجون.

## أوائل حياتها ودراستها

### التزلج على الجليد
ولدت بلاكينغر في لانكستر بولاية بنسلفانيا لأم تعمل مدرسة ابتدائية وأب يعمل محامي، وأمضت طفولتها في ركوب الدراجات وممارسة عدد من الأنشطة المختلفة، بما في ذلك ركوب الخيل والبيانو والجمباز وغيرها.
بحلول الصف الثالث، قررت أنها تريد أن تصبح لاعبة تزلج على الجليد وأن تنافس على المستوى الوطني بهدف الألعاب الأولمبية. دخلت منافستها الأولى، بطولة هيرشي المفتوحة، في عام 1993 وكانت تنتقل إلى المدن الكبرى وحصلت على مدربين أفضل بحلول الصف السادس.
في عام 1994، فازت بالميدالية الذهبية في دورة الألعاب الشتوية كيستون في قسم التزلج الحر للمبتدئين. خلال هذه الفترة الزمنية، لعبت في نادي لانكستر للتزلج على الجليد تحت إشراف المدرب راي لوب، حيث احتلت المرتبة التاسعة من أصل 90 في بطولة جنوب المحيط الأطلسي الإقليمي لعام 1996. كانت تدرك، مع ذلك، أنها لا تستطيع التنافس على مستوى الفردي في الألعاب الأولمبية، ولذا بدأت في البحث عن شريك للقيام بالتزلج الثنائي.  وأثناء دراستها لمدرسة خاصة، وهي مدرسة مقاطعة لانكستر النهارية، كانت تنتقل إلى جامعة ديلاوير للعمل مع المدرب تريسي كاهيل بوليتيس. انتهى بها الأمر إلى العثور على شريك في التزلج هو مارك لادويج.
في هذا الوقت تقريبًا بدأت تعاني من الشره المرضي للحفاظ على الوزن الأقل الذي تحتاجه للمنافسة. فازت بلاكينغر ولادفيغ بالمركز الأول في مسابقات 2000 و2001 في بطولة جنوب المحيط الأطلسي الإقليمية لقسم أزواج المبتدئين.
تم اكتشاف اضطراب الأكل لديها وتأثير ذلك على صحتها الجسدية والعقلية، ومع ذلك، تم نقلها إلى العلاج خلال السنة الدراسية الثانية في المدرسة الثانوية. استمر هذا العلاج حتى خلال التصفيات الوطنية عام 2001 التي شاركت فيها، رغم أن صحتها استمرت في التدهور. أنهى لادفيغ شراكتهما الزوجية عندما كانت في السابعة عشرة من عمرها، مما أدى إلى عدم قدرتها على المنافسة لبقية الموسم وإنهاء هدفها في الوصول إلى الألعاب الأولمبية. 
بعد فترة وجيزة تم إرسالها للالتجاق بمدرسة هارفارد الصيفية، حيث بدأت في تناول العديد من الأدوية مع التركيز على الحصول على الهيروين، وفق قولها «لأنني كنت أتوق إلى الظلام».

### التشرد والإدمان والاغتصاب
أدى الخلاف مع والديها بعد عودتها في نهاية الصيف إلى هروبها من المنزل بعد أيام فقط من بدء سنتها الثانوية في المدرسة الثانوية. عاشت بين أشخاص آخرين بلا مأوى في كل من لانكستر وبوسطن، لجأت إلى العمل الجنسي لدعم إدمانها للمخدرات وروت لاحقًا العديد من حالات اغتصابها، بما في ذلك مرة واحدة تحت التهديد بالسكين.
على الرغم من ذلك، كانت لا تزال تحضر مدرستها الثانوية خلال الفترة الزمنية التي كانت فيها بلا مأوى وكانت تعيش في منزل في منتصف الطريق في سكرانتون، بنسلفانيا أثناء إجراء امتحانات AP الخاصة بها. حصل والداها على مساعدة من أحد معلميها السابقين لإقناعها بالدخول في إعادة التأهيل وذهبت لخطة مركز علاج لمدة 90 يومًا.
بعد التقدم للالتحاق بجامعة روتجرز والالتحاق بها، كسبت أموالًا لدفع تكاليف الدراسة من خلال الانضمام إلى ناد للتعري ووكالة مواعدة، مما سمح لها باستئجار شقة خاصة بها. لكن من شقتها، بدأت في تعاطي المخدرات، مما دفعها إلى الانتكاس إلى إدمانها للمخدرات، الأمر الذي شكل ضغطاً على مواردها المالية وعلاقاتها الشخصية. 
على الرغم من وضعها الشخصي، فقد حافظت على معدل درجات ممتاز في روتجرز، حيث تم اختيارها في قائمة العميد في عام 2002، وحصلت على جائزة طالب السنة الأولى للتميز الأكاديمي، ورشحت للجمعية الوطنية لعلماء الجامعات. تم قبولها لاحقًا كطالب منقولة في يناير من عام 2007 إلى جامعة كورنيل.  
في يوليو من عام 2007، حاولت بلاكينغر الانتحار بالقفز من فوق جسر في كورنيل، مشهور بحالات الانتحار بالقفز من عليه، لكنها نجت من الموت لكن بعدة فقرات مكسورة. وأخذت إجازة في العام التالي من الفصول الدراسية لتتعافى وعادت إلى استخدام الهيروين لأن الأدوية التي أعطيت لها كان لها تأثير ضئيل على الألم الناجم عن إصاباتها.
بالإضافة إلى ذلك، تبنت كلبًا اسمه شارلوت أخذته معها في كل مكان، بما في ذلك صفقات المخدرات. أشار أساتذتها إلى أنه بينما كانوا يشتبهون في أنها تتعاطى المخدرات وتتعامل مع مشاكل أخرى، فإن ذكاءها العالي وعملها المتميز في فصولها يمنع أي شخص من سؤالها عن ذلك. عملت كصحفية في صحيفة ذا كورنيل ديلي صان في عام 2008. 

### اتهامات المخدرات
خلال سنتها الأخيرة في جامعة كورنيل، ألقي القبض على بلاكينغر لحيازتها ما قيمته 50 ألف دولار (6 أونصات) من الهيروين، وأوقفت عن الدراسة من الجامعة في ديسمبر من عام 2010. اتهمت بارتكاب جناية من الدرجة الثانية لحيازتها مادة محظورة، وقبلت صفقة الإقرار بالذنب التي خفضت التهم إلى عامين ونصف من السجن، مما أدى إلى إطلاق سراحها في أواخر عام 2012. بعد ذلك، تقدمت إلى جامعة كورنيل وقُبلت مرة أخرى وحصلت على درجة البكالوريوس في اللغة الإنجليزية في أكتوبر 2012. ذكرت في مقال كتبته لصحيفة واشنطن بوست أنها رأت العنصرية المنهجية في نظام السجون وأنها تعلم أن لديها الفرص بعد إطلاق سراحها بفضل امتياز البيض، الذي لم يكن متاحًا لمعظم الآخرين.

## عملها المهني
بعد إطلاق سراحها من السجن، اتصلت بها كاتبة في صحيفة إيثاكا تايمز كانت تغطي الموارد التي تُمنح للنساء في السجن، وبعد إخبارها بأنها كانت كاتبة في صحيفة كورنيل الطلابية، أعطتها وظيفة في الصحيفة، كصحفية مستقلة.   وشملت المهام الممنوحة لها خلال هذه الفترة الزمنية على اجتماعات المدينة المحلية وغيرها من الأحداث. وفي أغسطس من عام 2015، غادرت إيثاكا تايمز لشغل منصب صحفي في نيويورك ديلي نيوز أثناء إقامتها في يونيون سيتي.  أثناء عملها في نيويورك ديلي نيوز، أبلغت عن اعتداء جنسي على سجينة في جزيرة ريكرز، مما أدى إلى توجيه الاتهام والإدانة النهائية لضابط الإصلاحيات. 

## مذكراتها
ألفت كتاب 2022 تصحيحات بالحبر: مذكرات.تغطي المذكرات طفولتها ومعاناتها مع اضطرابات الأكل والإدمان الأخرى واعتقالها في نهاية المطاف والحياة في السجن، والإفراج عنها في وقت لاحق وتقاريرها الصحفية، إلى جانب عملها في مجال العدالة الجنائية، مع التركيز على إضفاء الطابع الإنساني على الناس في حياتها والتي التقت بها في السجن.

## كتب
- تصحيحات بالحبر: مذكرات. نشرت عام 2022 عن دار نشر سانت مارتن[18]

## روابط خارجية
- الموقع الرسمي
- كيري بلاكينغر في مشروع مارشال